# Pianosonate nr. 14 (Beethoven)

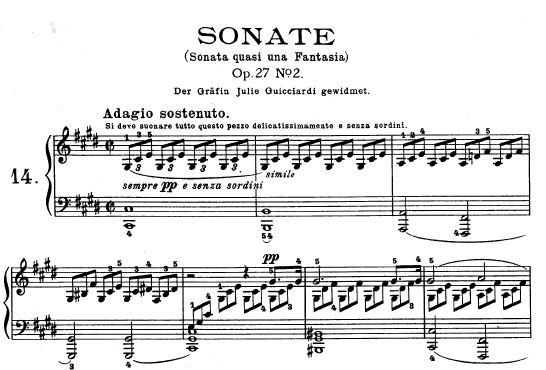
Eerste maten van deel 1 van de Mondschein Sonate van Ludwig van Beethoven

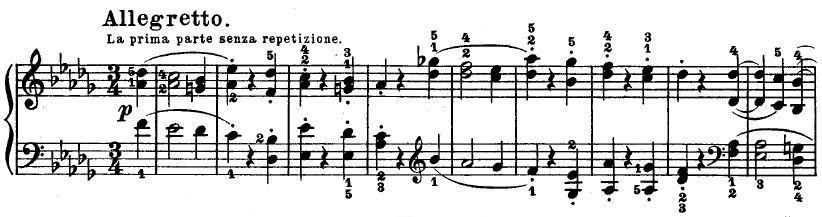
Eerste maten van deel 2

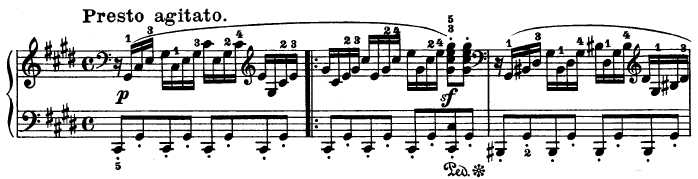
Eerste maten van deel 3

De pianosonate nr. 14 in cis mineur, opus 27 nr. 2, ook wel bekend als de Mondscheinsonate (Maanlichtsonate) is de veertiende pianosonate van Beethoven en een van zijn bekendste werken. Vooral het eerste deel is erg bekend. Beethoven noemde het werk net als de vorige pianosonate een Sonata quasi una Fantasia (Een sonate die als fantasie aandoet). Het stuk werd opgedragen aan gravin Giulietta Guicciardi.
Pianist András Schiff zegt over dit eerste deel: "De naam Maanlicht is onzin. De naam is niet gegeven door Beethoven, maar door poëet en muziekcriticus Ludwig Rellstab (...), toen hij in een boot zat, op een prachtige avond bij volle maan. Dit herinnerde hem aan het eerste deel van de sonate in cis mineur. Zo is een naam bedacht die niets te maken heeft met de pianosonate van die arme Beethoven. Maar het zit nu, als met lijm, eraan vast."
De indeling van de pianosonate is ongebruikelijk, omdat het eerste deel niet de sonatevorm heeft. Een langzaam deel, een scherzo-achtig deel (het tweede deel) en een snelle finale zijn aanwezig, al valt ook op dat het middendeel in een ongebruikelijke toonsoort staat, namelijk Des-groot (hierbij dient te worden opgemerkt dat dit voor Beethoven een normale gang van zaken was. In zijn sonate in C-groot was het tweede deel in E-groot, enkel te herleiden als de dominant van de parallelle mineurtoonsoort, a-klein, van de tonica).

## Delen
1. Adagio Sostenuto (Si deve suonare tutto questo pezzo delicatissimamente e senza sordini)[2]
2. Allegretto (La prima parte senza repetizione)[3]
3. Presto Agitato

## Beluisteren
|  |                                          |
|  | Deel 1: Adagio Sostenuto (download·info) |

|  |                                    |
|  | Deel 2: Allegretto (download·info) |

|  |                                        |
|  | Deel 3: Presto Agitato (download·info) |

1. f, opus 2-1
2. A, opus 2-2
3. C, opus 2-3
4. Es, opus 7 (Grand Sonata)
5. c, opus 10-1
6. F, opus 10-2
7. D, opus 10-3
8. c, opus 13 (Pathétique)
9. E, opus 14-1

1. G, opus 14-2
2. Bes, opus 22
3. As, opus 26 (Dodenmars)
4. Es, opus 27-1 (Quasi una fantasia)
5. cis, opus 27-2 (Mondschein)
6. D, opus 28 (Pastorale)
7. G, opus 31-1

1. d, opus 31-2 (Sturm)
2. Es, opus 31-3
3. g, opus 49-1
4. G, opus 49-2
5. C, opus 53 (Waldstein)
6. F, opus 54
7. f, opus 57 (Appassionata)
8. Fis, opus 78 (À Thérèse)

1. G, opus 79
2. Es, opus 81a (Les adieux)
3. e, opus 90
4. A, opus 101
5. Bes, opus 106 (Hammerklavier)
6. E, opus 109
7. As, opus 110
8. c, opus 111